# Choi Mi-sun
Choi Mi-sun (최미선; 1 de juliol de 1996) és una arquera coreana. Va participar en els Campionats del Món de Copenhaguen (Dinamarca), on va aconseguir la medalla de bronze tant en la categoria individual com en la d'equips. She attends Gwangju Women's University. El 2016 va passar a la primera posició del rànquing mundial. El 2016 va aconseguir la medalla d'or en la categoria per equips dels Jocs Olímpics de Rio de Janeiro, formant equip amb Chang Hye-jin i Ki Bo-bae.